# Frank Ström
Frank Ström, švedski rokometaš, * 13. junij 1947.
Leta 1972 je na poletnih olimpijskih igrah v Münchnu v sestavi švedske rokometne reprezentance osvojil sedmo mesto.